# Pat Barker
Patricia Mary W. Barker (nacida Patricia Mary W. Drake; Thornaby-on-Tees, Reino Unido; 8 de mayo de 1943), más conocida como Pat Barker, es una escritora británica, ganadora de varios premios, entre ellos el Booker en 1995.

## Biografía

### Vida personal
Pat Barker nació en una pequeña ciudad de Stockton-on-Tees, Inglaterra en el seno de una familia monoparental (no conoció a su madre) de clase obrera y creció con sus abuelos.
Estudió historia en el London School of Economics and Political Science, graduándose en 1965. Entre esa fecha y 1970 trabajó de profesora, primero de un colegio y luego de su alma máter a la vez que cuidaba de su abuela enferma, que murió en 1971. 
Su apellido lo tomó del conocido zoólogo británico David Barker, con quien se casó en 1978 —cuando este obtiene el divorcio—, después de haber convivido con él desde 1969.  Enviudó en 2009.

### Trayectoria literaria
Pat Barker entra con fuerza en la literatura en 1982 con su novela Union Street, obra de gran éxito, que fue adaptada al cine en 1990 y protagonizada por Jane Fonda. A este le siguieron dos libros que, como el primero, ponen el foco de atención en los problemas de las mujeres obreras de clase media-baja, y sus relaciones con sus parejas y el alcohol: Tira tu casa (1984) y La hija del siglo (1986). 
En 1989, Pat Barker cambia de temática al bucear en la mente masculina en El hombre que no estuvo allí. Gracias a este novela logró quietarse la etiqueta injusta de escritora solo para mujeres.
A esta obra le seguirá una trilogía capital  en su carrera literaria, compuesta por Regeneración (1991), El ojo en la puerta (1993) y El camino fantasma (1995), y protagonizada por el médico William Rivers durante la Primera Guerra Mundial. Por la última de ellas obtuvo el Premio Booker.

## Obra
- Union Street, 1982
- Tira tu casa, 1984
- La hija del siglo, 1986
- El hombre que no estuvo allí, 1989
- Regeneración, 1991
- El ojo en la puerta, 1993
- El camino fantasma, 1995
- Another world, 1999
- Línea difusa, 2001
- La doble mirada, 2003
- Life Class, 2007
- Toby's Room, 2012
- Noonday, 2015
- El silencio de las mujeres, 2018

## Premios y reconocimientos
- Fawcett Society Prize 1983 por Union Street
- Premio del diario The Guardian 1993 a un escritor novel por El ojo en la puerta
- Premio Booker 1995 por El camino fantasma
- Autor del Año 1996 (Asociación de Libreros de Gran Bretaña)
- Orden del Imperio Británico en grado de Comendador (2000)
- Finalista del premio Lo Mejor del Booker (2008, en conmemoración del 40 aniversario del galardón)